# Acrozom
Acrozomul este structura situată în partea anterioară a spermatozoidului, care are drept scop perforarea membranei ovulului, facilitând fecundația.